# Volvo Open 70

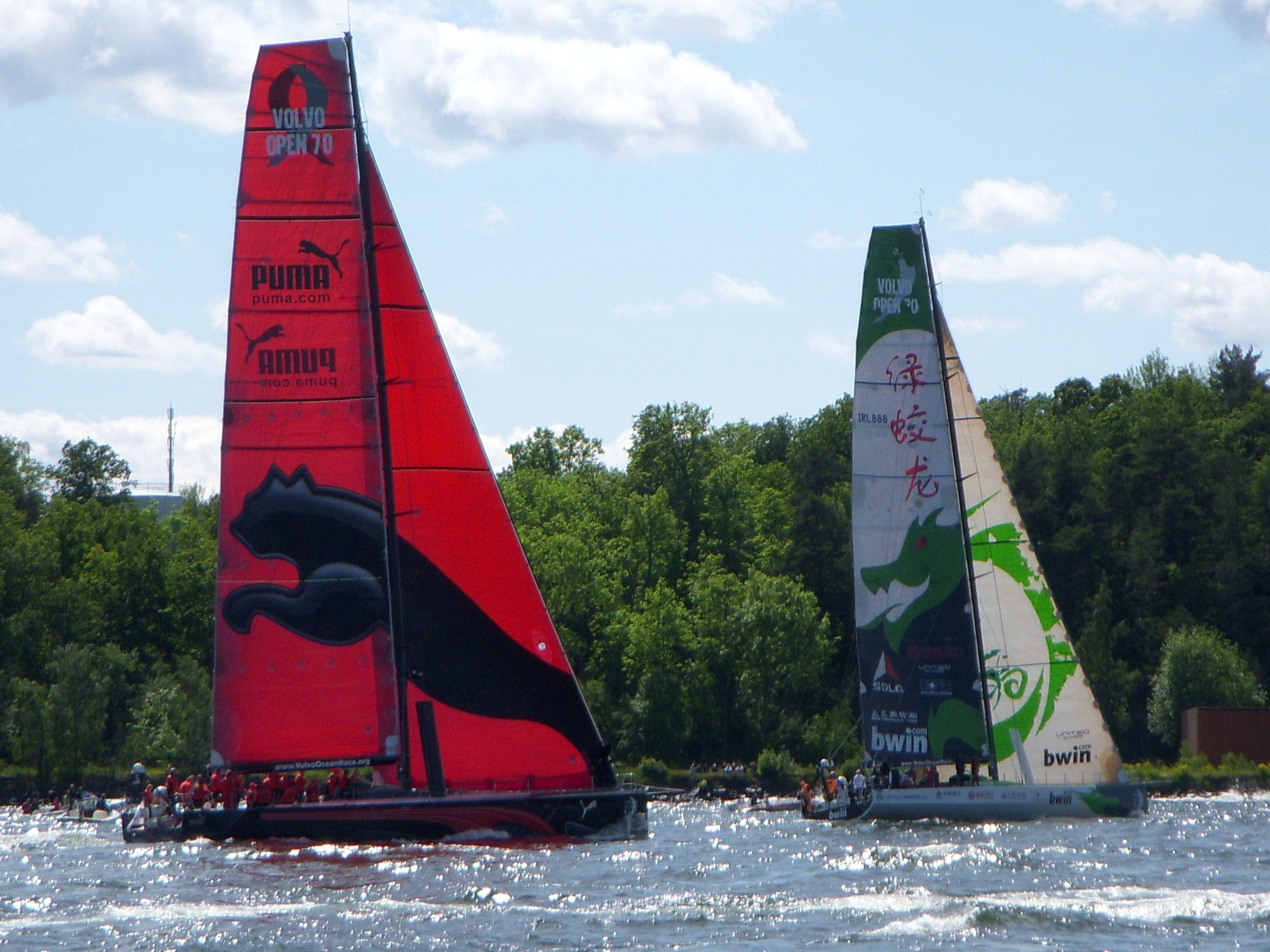
Яхти класу VO70, 2009 рік

Volvo Open 70 (VO70) — клас гоночних яхт, призначених для навколосвітніх перегонів Volvo Ocean Race. Яхти класу вперше брали участь в перегонах 2005-2006 (замість яхт Volvo Ocean 60). В перегонах Volvo Ocean Race 2014–15 замінений на клас Volvo Ocean 65.
Клас Volvo Open 70 не визначає вимоги до дизайну яхти, а встановлює обмеження щодо надмірного підвищення ходових якостей яхти за рахунок зменшення безпеки. У 2006 році вийшла версія 2 Volvo Open 70, в 2011 — версія 3.

## Особливості конструкції
Яхта обладнана кілем, який здатний відхилятись до 40 градусів для створення ефективнішої протидії крену та дрейфу.
Корпус яхти має широке пласке днище та широку корму, які разом з протидією крену відхиленням кіля забезпечують високу швидкість за рахунок виходу яхти на режим глісування. В кормі яхти також розміщена спеціальна ємність для прийому до 1 тони забортної води, що сприяє глісуванню внаслідок притоплювання корми та підйому носової частини.
При пересуванні з креном широке пласке днище та широка корма також сприяють високій швидкості — через зменшення опору води із зменшенням площі змоченої поверхні днища.
Для зменшення відносної ваги та підвищення остійкості корпус яхти та такелаж виготовляють з скловолокна, арамідних або вуглецевих волокон.

## Розміри

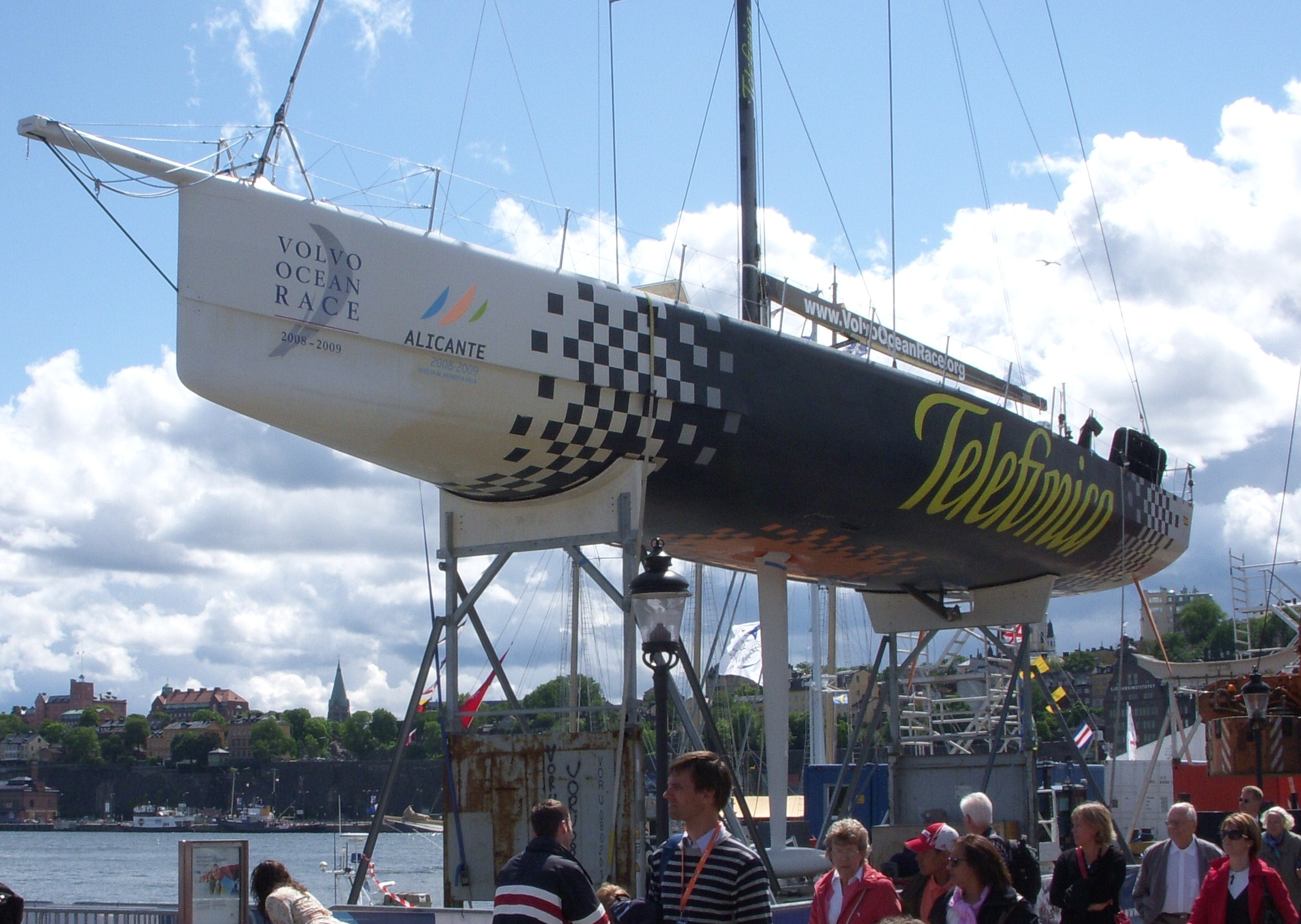
Корпус яхти класу VO70

| Параметр        | Значення         | Imperial           |
| --------------- | ---------------- | ------------------ |
| Довжина         | 21.5 m           | 70.5 ft            |
| Ширина          | 5.0 - 5.7 m      | 16.4 - 18.7 ft     |
| Осадка          | 4.5 m            | 14.8 ft            |
| Щогла           | 31.5 m           | 103.3 ft           |
| Водотоннажність | 14,000 kg        | 30,870 lb          |
| Баласт          | 6,000 - 7,400 kg | 13,232 - 16,320 lb |
| Кіль            | 4.5 m            | 14.8 ft            |
| Грот            | 175 m²           | 1,883 sq'          |
| Стаксель        | 94 m²            | 1,011 sq'          |
| Спінакер        | 500 m²           | 5,381 sq'          |
| Генакер         | 350 m²           | 3,767 sq'          |

## Рекорди
Клас зарекомендував себе як найшвидший серед однокорпусних яхт з коли-небудь побудованих. Насьогодні всі основні рекорди серед однокорпусних яхт належать яхтам класу VO70. Наприклад:
- У жовтні 2008 року яхта Ericsson 4 офіційно пройшла 596,6 морських миль за 24 години, встановивши рекорд добового переходу; швидкість вітру становила близько 40 вузлів, середня швидкість яхти - 24,8 вузла.
- У 2010 році яхта VO70 Delta Lloyd (колишній ABN AMRO 1) встановила новий рекорд Ла-Маншу.
- У 2010 році яхта VO70 Groupama 70 (колишній Ericsson 4) побив рекорд перегонів навколо Великої Британії та Ірландії.